# Kabinett Verwoerd II

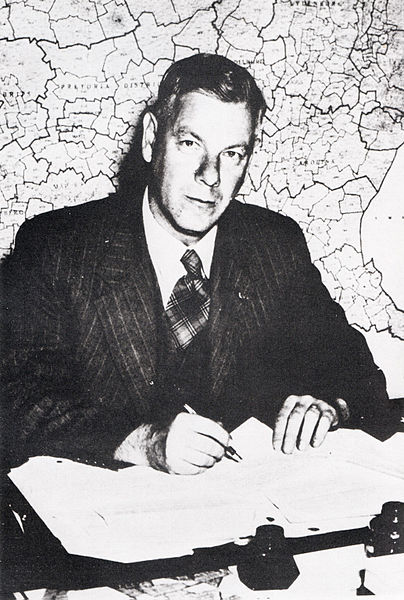
Hendrik Frensch Verwoerd war zwischen 1958 und 1966 Premierminister von Südafrika

Das Kabinett Verwoerd II wurde in Südafrika am 1. April 1966 von Premierminister Hendrik Frensch Verwoerd von der Nasionale Party (NP) gebildet und löste somit das Kabinett Verwoerd I ab und blieb bis zur Ermordung von Premierminister Verwoerd durch den Parlamentsangestellten Demetrios Tsafendas am 6. September 1966 im Amt, woraufhin es vom Kabinett Vorster I abgelöst wurde. Neuer Premierminister wurde der bisherige Justiz- und Polizeiminister Balthazar Johannes Vorster.
| Amt                                                                                        | Amtsinhaber                | Beginn der Amtszeit | Ende der Amtszeit |
| ------------------------------------------------------------------------------------------ | -------------------------- | ------------------- | ----------------- |
| Erster Minister (Premierminister)                                                          | Hendrik Frensch Verwoerd   | 1. April 1966       | 6. September 1966 |
| Auswärtige Angelegenheiten                                                                 | Hilgard Muller             | 1. April 1966       | 6. September 1966 |
| Verteidigung                                                                               | Pieter Willem Botha        | 1. April 1966       | 6. September 1966 |
| Finanzen                                                                                   | Theophilus E. Dönges       | 1. April 1966       | 6. September 1966 |
| Innere Angelegenheiten                                                                     | P. K. Le Roux              | 1. April 1966       | 6. September 1966 |
| Justiz Polizei                                                                             | Balthazar Johannes Vorster | 1. April 1966       | 6. September 1966 |
| Transport                                                                                  | Ben Schoeman               | 1. April 1966       | 6. September 1966 |
| Arbeit Minderheiten                                                                        | Marais Viljoen             | 1. April 1966       | 6. September 1966 |
| Bergbau                                                                                    | Jan Haak                   | 1. April 1966       | 6. September 1966 |
| Wirtschaft                                                                                 | Nicolaas Diederichs        | 1. April 1966       | 6. September 1966 |
| Verwaltung und Entwicklung der Bantu Bildung der Bantu                                     | Michiel Coenraad Botha     | 1. April 1966       | 6. September 1966 |
| Öffentliche Arbeiten Soziale Angelegenheiten und Pensionen                                 | W. A. Maree                | 1. April 1966       | 6. September 1966 |
| Bildung, Kunst und Wissenschaft Information                                                | Johannes de Klerk          | 1. April 1966       | 6. September 1966 |
| Forsten Tourismus Sport                                                                    | Frank Waring               | 1. April 1966       | 6. September 1966 |
| Handel und landwirtschaftliche Vermarktung, Landwirtschaftliche Kredite und Landverwaltung | D. C. H. Uys               | 1. April 1966       | 6. September 1966 |
| Landwirtschaftstechnische Dienste Wasser                                                   | Jacobus Johannes Fouché    | 1. April 1966       | 6. September 1966 |
| Post- und Telegraphenwesen Gesundheit                                                      | Albert Hertzog             | 1. April 1966       | 6. September 1966 |
| Einwanderung Indische Angelegenheiten                                                      | Alfred Trollip             | 1. April 1966       | 6. September 1966 |